# Золотые ворота (парк)
Парк «Золоты́е воро́та» (англ. Golden Gate Park) — городской парк, расположенный в Сан-Франциско. Парк занимает площадь в 4,12 км², имеет форму прямоугольника, такую же как и Центральный парк в Нью-Йорке, но на 20 % больше.
Парк «Золотые ворота» принимает 13 млн посетителей в год и занимает третье место среди самых посещаемых парков в США сразу после Центрального парка (Нью-Йорк) и Линкольн-парка (Чикаго). В 1967 году в парке прошёл знаменитый «сбор племён» хиппи, ставший прелюдией к «лету любви».
В районе парка расположена Калифорнийская академия наук. Западную часть парка занимает пляж Оушен-Бич.

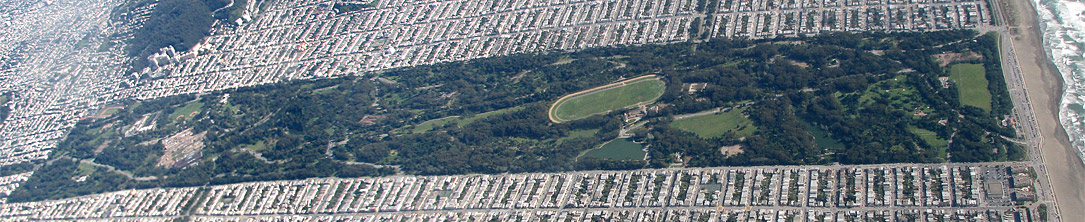
Вид на парк с высоты